# Сокач Роман Михайлович
Ро́ман Ми́хайлович Сока́ч (4 жовтня 1986, с. Зимна Вода, Пустомитівського району, Львівської області — 5 січня 2015, м. Бахмут Донецька область) — старший солдат резерву Збройних сил України. Учасник війни на сході України.

## Життєпис
Народився 4 жовтня 1986 року, с. Водяне, Пустомитівського району, Львівської області. Закінчив Зімновідську ЗОШ № 2.
Старший кулеметник 1-го відділення 1-го взводу 2-ї роти оперативного призначення (резервного батальйону) в/ч № 3066 Північного оперативно-територіального об'єднання Національної гвардії України старший солдат резерву Сокач Р. М. протягом 19 серпня — 6 жовтня 2014 року, виконував службово-бойові завдання у зоні проведення АТО у м. Вуглегірську, Донецької області. Входив до групи глибинної розвідки, ризикуючи власним життям здійснював збір розвідданих у тилу ворога.
5 січня 2015 року о 18:30 під час маршу колони для проведення чергової ротації підрозділів Національної гвардії України автобус, у якому він знаходився, на трасі між населеними пунктами Слов'янськ та Бахмут потрапив у ДТП. 8 січня 2015 року внаслідок отриманих травм старший солдат резерву Сокач Роман Михайлович загинув. Того ж дня домовина з тілом загиблого була перевезена до Львова.

### Поховання і роковини
Панахида та прощання із загиблими у зоні АТО бійцями Національної Гвардії України Ростиславом Скрутом та Романом Сокачем відбулася 8 січня 2015 року у Гарнізонному храмі святих апостолів Петра і Павла у Львові. Того ж дня домовини перевезли до родинних обійсть загиблих героїв у Зимній Воді, а ввечері в церкві святого Івана Богослова відбувся парастас. Похорон відбувся 9 січня 2015 року на місцевому цвинтарі у Зимній Воді. Поховали поляка Романа Сокача та українця Ростислава Скрута, котрі при житті були друзями, поряд.
У Романа залишились батьки, дружина та донька, яка народилася після загибелі батька, 23 серпня 2015 року.
7 квітня 2016 року, для участі у святкування 360-х роковин обітниць у львівській катедрі польського короля Яна Казимира, до Львова прибув представник президента Польщі Анджея Дуди — Державний секретар — Шеф Кабінету Президента РП Адам Квятковський. Відразу з летовища він разом із членами делегації та Генеральним Консулом РП у Львові Веславом Мазуром поїхав на цвинтар у Зимній Воді, щоби вшанувати пам'ять загиблих в АТО поляка Романа Сокача та українця Ростислава Скрута. Місцеві жителі розповіли, що Роман Сокач служив міністрантом. Адам Квятковський відвідав польський військовий меморіал на Личаківському цвинтарі, а ввечері мав спільну вечерю з учасниками АТО і родиною загиблого українського воїна Ростислава Скрута.

## Нагороди та вшанування
- Указом Президента України № 365/2015 від 27 червня 2015 року, «за особисту мужність і високий професіоналізм, виявлені у захисті державного суверенітету та територіальної цілісності України, вірність військовій присязі», нагороджений орденом «За мужність» III ступеня (посмертно)[3].
- Почесний громадянин Пустомитівського району (2015; посмертно)[4].
- Вшановується в меморіальному комплексі «Зала пам'яті», в щоденному ранковому церемоніалі 5 січня[5][6].